# Conchobar mac Domnaill Móir
Conchobar mac Domnaill Móir Ó Cellaigh (mort en 1268), est le 2e roi d'Uí Maine issu de la lignée des Ó Ceallaigh (anglicisé en  O' Kellys)  il règne de  1221 à sa mort.

## Contexte
Pendant son long règne le royaume d'Uí Maine s'émancipe définitivement de sa subordination aux  rois de Connacht et retrouve une certaine partie de son ancienne indépendance, il doit subir la politique d'umplantaion de château et détablissement de colons mis en œuvre par Richard de Bourg (mort en 1242) et son fils, Gautier de Bourg, créé comte d'Ulster (mort en 1271). Il meurt en 1268  On ne trouve plus que quelques références indirectes à l'Uí Maine dans les annales, ce qui reflète son déclassement en état secondaire  du fait de sa domination par la famille de Bourg.
Conchobar est mentionné dans le Grand livre de Lecan (en)
comme le fils aîné de Domnall Mór Ó Cellaigh. Son frère Tomás Ó Cellaigh (mort en 1263), est le premier évêque de Clonfert de ce nom ,,. La mère d' Ó Cellaigh est Dubh Cobhlaigh Ní Briain, une fille du roi  Domnall Mor O'Brien de Thomond. Selon les généalogies postérieures il serait de ce fait un cousin germain de Richard de Bourg.

## Unions et postérité
Conchobar à successivement trois épouses :
1) Ní hEidhin fille de Ó hEidhin (anglicisé en Hynes) d' Aidhne (en) qui lui donne deux fils : 
- Domnall mac Conchobair (mort en 1295), 4e roi d'Uí Maine et ancêtre des O'Kelly de Belagllda.
- Murchadh.

2) Derbhforgaill Ní Loughlin fille de Ó Loughlin de Burren
- Donnchad Muimnech mac Conchobair (mort en 1307) 5e roi d'Uí Maine
- Maine Mór mac Conchobair (mort en 1271) 3e roi d'Uí Maine

3) Eadaoin Ní Con Mara fille de Mac Con Mara (MacNamara) de Thomond
- Cathal na Finne
- Cairbre
- Maurice

## Sources
- (en) T.W Moody, F.X. Martin et F.J. Byrne, A New History of Ireland IX Maps, Genealogies, Lists. A companion to Irish History part II, Oxford, Oxford University Press, 2011, 690 p. (ISBN 978-0-19-959306-4).